# Onthophagus gravis
Onthophagus gravis là một loài bọ cánh cứng trong họ Bọ hung (Scarabaeidae).